# Bert Sugar
Herbert Randolph Sugar (ur. 7 lipca 1937 w Waszyngtonie, zm. 25 marca 2012 w Mount Kisco) – amerykański dziennikarz sportowy, historyk sportu.
Od 1969 do 1973 i po roku 1988 wydawał magazyn Boxing Illustrated, w latach 1979-83 był redaktorem naczelnym mięsięcznika The Ring a w 1998 założył magazyn Fight Game.
Jest autorem ponad 80 książek, głównie o boksie. Między innymi: Great Fights, 100 Years of Boxing, The 100 Greatest Boxers of All Time.
W roku 2005 został przyjęty do Międzynarodowej Galerii Sław Boksu w kategorii Obserwatorzy.